# Sudden Death (chanson)
Cet article concerne la chanson de Megadeth. Pour le film de Peter Hyams, voir Mort subite ("Sudden Death").
Singles de Megadeth
The Right to Go Insane
(2009) Public Enemy No. 1
(2011)
Sudden Death est une chanson de Megadeth écrite et composée par Dave Mustaine. La chanson a été écrite spécialement pour le jeu Guitar Hero: Warriors of Rock
 et parait sur l'album Th1rt3en. Le titre a été publié en single le 28 septembre 2010 en Amérique du Nord et diffusé le 24 septembre sur iTunes.
C'est le premier enregistrement avec David Ellefson à la basse, revenu dans le groupe début 2010. Roadrunner Records a présenté la chanson à la 53e cérémonie des Grammy Awards dans la catégorie Grammy Award de la meilleure performance metal.

## Sudden Death
Au début de l'année 2010, en février, Megadeth travaille sur un nouveau projet pour une chanson. Une chanson dont le titre est encore inconnu, tout comme le format du morceau. Quelques semaines plus tard, le projet est présenté par le frontman Dave Mustaine.
En mars, le titre de la chanson a été annoncé: Sudden Death, certains sites avaient signalé par erreur le titre Sudden Deth. Quelques mois plus tard, il a été confirmé que la chanson fut écrite exclusivement pour le jeu Guitar Hero: Warriors of Rock; et que le titre aurait une place importante dans le jeu. Deux autres chansons de Megadeth sont aussi présentes dans le jeu, Holy Wars... The Punishment Due et This Day We Fight!.

## Grammy Awards
En décembre 2010, la chanson est nommée pour le prix du Grammy Award de la meilleure performance metal à la 53e cérémonie des Grammy Awards. À la 52e cérémonie des Grammy Awards, une autre de chanson de Megadeth fut nommée, Head Crusher, mais ne remporta pas le prix. C'est aussi la 9e nomination du groupe au total. Megadeth, qui n'a jamais remporté un Grammy Award, est un groupe des plus nommés aux Grammy sans une victoire. Sudden Death est opposé à plusieurs titres, El Dorado d'Iron Maiden, Let the Guilt Go de Korn, In Yours Words de Lamb of God et le morceau World Painted Blood du groupe Slayer.

## Composition du groupe
- Dave Mustaine — chants, guitare
- David Ellefson — basse
- Chris Broderick — guitare
- Shawn Drover — batterie

## Liste des titres
| 1. | Sudden Death | Dave Mustaine | Dave Mustaine               | 5:08 |
| 2. | Head Crusher | Dave Mustaine | Dave Mustaine, Shawn Drover | 3:26 |